# Озёра Азербайджана

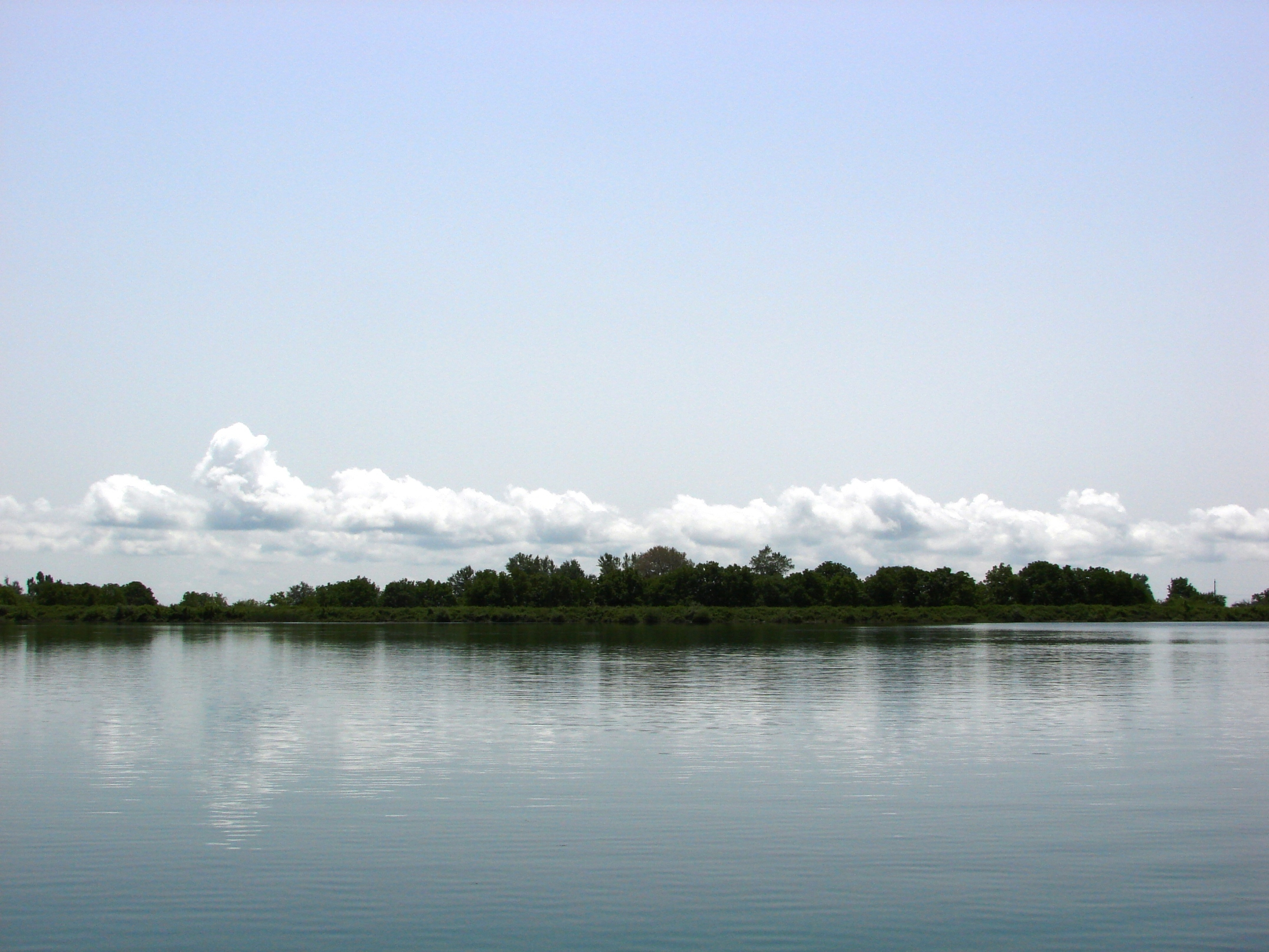
Озеро в Габалинском районе.

На территории Азербайджана имеется от 250 до 450 озёр. Многие из них малые по объёму. Озёр площадью, превышающей 1 км², и имеющих большое хозяйственное значение, 25. По своему происхождению эти озёра являются тектоническими, оползневыми, реликтовыми, озёрно-речными, лагунными и пр. В горных районах имеются озёра тектонического, запрудного и ледникового происхождения. Наиболее известные среди них озеро Гёйгёль, Бёюк-Алагёль (Большой Алагёль) и Малый Алагёль.

## Виды озёр

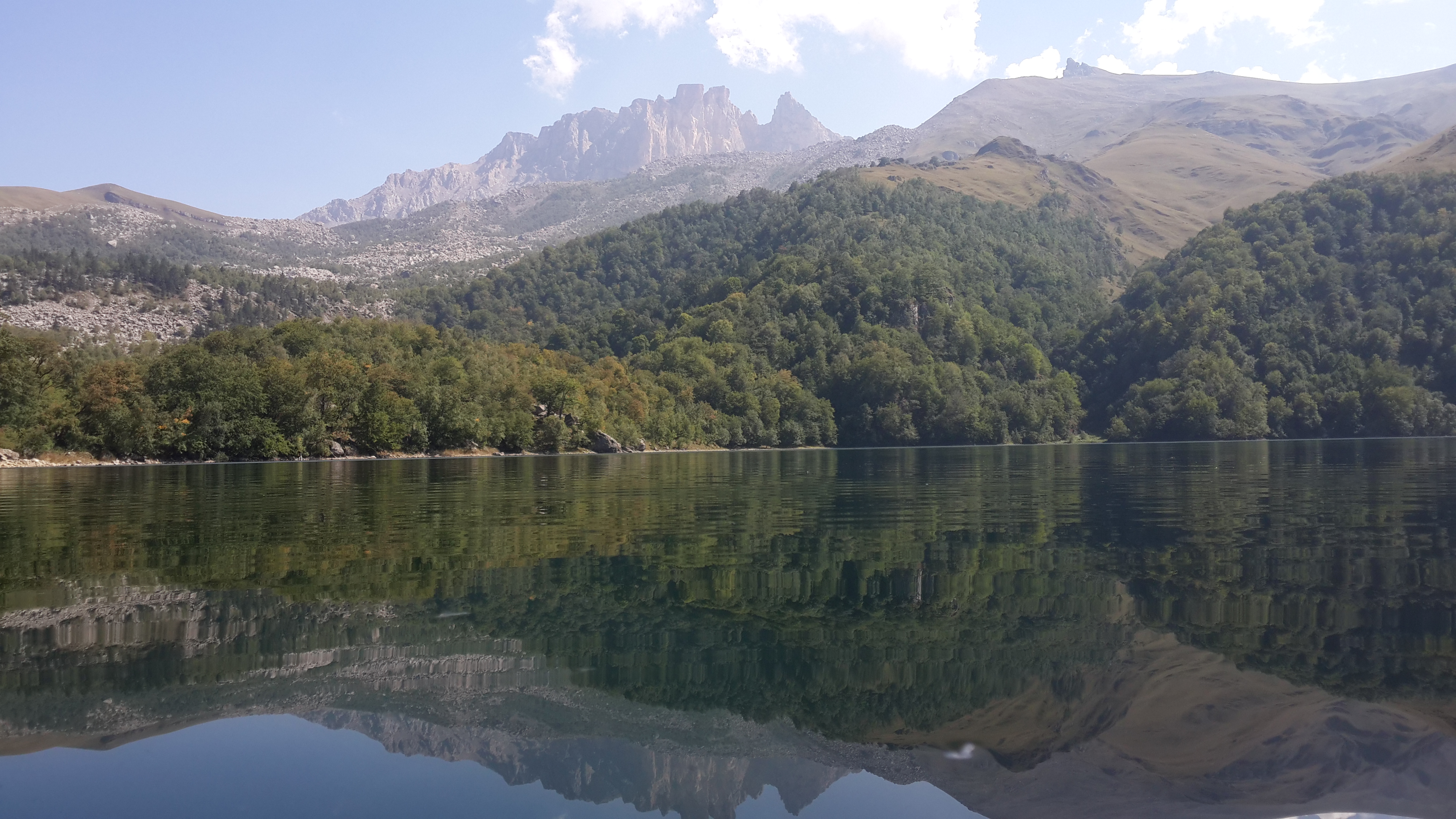
Маралгёль

По происхождению озёра республики можно разделить на 7 видов:
- Ледниковые озёра (расположены на большой высоте — Шахдаг, Базардузу, Муровдаг и т. д.);
- Заливные озёра (главным образом расположенные в заливной части Куры — Сарысу, Аджикабул, Мехман, Аггёль и др.);
- Дамбовые озёра (наблюдаются на Малом Кавказе — Гёйгёль, Маралгёль, Аггёль, Гарагёль и др.);
- Приморские озёра (расположенные в прибрежной зоне Каспийского моря — Гумушован, Агзыбирчала и др.);
- Карстовые озёра (расположенные в Гобустане, Аджиноуре, Джейранчёле);
- Оползневые озёра (расположенные в бассейнах Атачай, Сумгаит, Гирдыманчай и других рек);
- Озёра реликтового происхождения (расположены на Абшеронском полуострове — Масазыр, Бёюкшор, Курдаханы, Ганлыгёль и другие).

Озёра республики имеют эрозионно-ледниковые, эрозионные, тектонические и абразивные свойства. На Абшероне есть несколько рыхлых озёр. Летом многие из них высыхают.

## Список озёр
| Озеро                | Местоположение      | Площадь (км²)    | Глубина (м) |
| -------------------- | ------------------- | ---------------- | ----------- |
| Аггёль               | Агджабеди           | 56,8 км2         | 1,2 - 3,5 м |
| Агзыбирчала          | Шабранский район    | 13,8 км²         |             |
| Аджикабул            | Ширван              | 16,68 км2        | 5 м         |
| Бала-Гокча (Гёкгёль) | Дашкесанский район  |                  |             |
| Батабат              | Шахбуз              | 0,16 км2         |             |
| Бёюк Шор             | Баку                | 16,2 км2         | 2 м         |
| Большой Алагёль      | Кельбаджар          | 5,1 км²          | 8 м         |
| Бюльбюля             | Сураханский район   | 0,7 км2          |             |
| Гарагёль             | Лачин               | 1,88 км2         | 10 м        |
| Гёйгёль              | Гянджа              | 0,78 км2         | 30 м        |
| Джандаргёль          | Агстафа             | 10,6 км2         | 7,2 м       |
| Ишиглы-Карагёль      | Лачинский район     | 1,92 км²         | 7,8 м       |
| Караноур             | Исмаиллинский район | 0,009 км2        |             |
| Малый Алагёль        | Кельбаджар          | 1,2 км2          | 4 м         |
| Маралгёль            | Гейгель             | 0,23 км2         | 60 м        |
| Масазыргёль          | Масазыр             | 10 км2           | 3 м         |
| Сарысу (озеро)       | Имишли, Сабирабад   | 65,7 км2         | 6 м         |
| Тфан                 | Габалинский район   | 0,01 - 0,038 км2 | 5,6 м       |

### Аджикабул
Озеро расположено на восточной окраине Ширванской равнины. Образовалось в результате естественного отхода Каспийского моря в определенный геологический период. Весенние разливы реки Куры увеличивают площадь озера. Площадь озера 16.68 км2.

### Сарысу
Пресноводное озеро Сарысу является крупнейшим в Азербайджане. Находится на территории Имишлинского и Сабирабадского районов. Сарысу питается подземными водами и осадками. Отток в Куру регулируется водосборной станцией в Мурадханлы. Разлив реки наблюдается в весенний и осенний период, а объем воды составляет 60 млн м3. На озере Сарысу развито рыболовство (сазан, вобла), а также оно используется в целях ирригации.

### Аггёль
Озеро Аггёль расположено к юго-востоку от города Агджабеди. Харовые водоросли, рдест, уруть, тростник и рогоз – растения характерные для данного озера. На озере расположены водно-болотные угодья площадью 500 га.

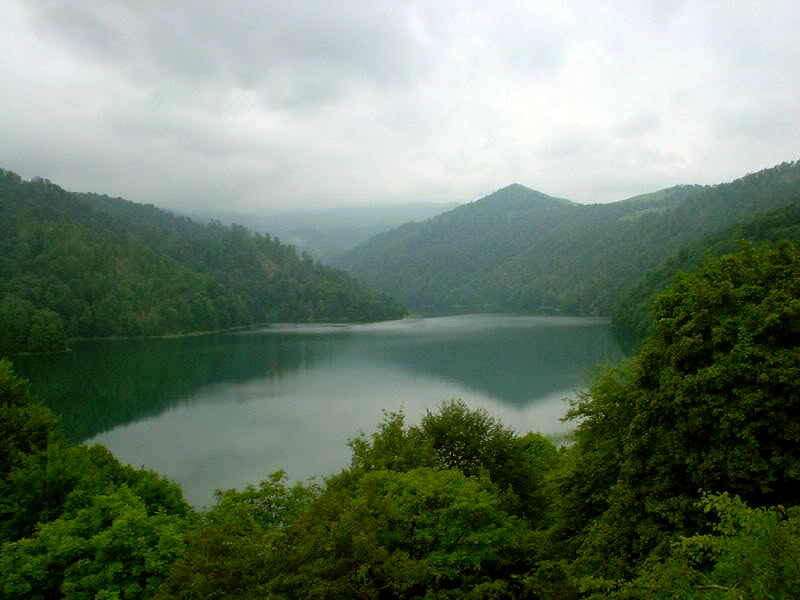
Гёйгёль

### Гёйгёль
Озеро Гёйгёль расположено на западном склоне хребта Муровдаг в ущелье реки Агсу. Находится на высоте 1556 метров. Озеро образовалось в результате землетрясения 1139 года, в результате которого вершина горы Кяпаз обрушилась в ущелье реки Агсу. Происхождение озера ледниковое. Основным источником питания являются атмосферные осадки. С азербайджанского языка Гёйгёль переводится как «голубое озеро». Длина Гёйгёля — 2800 м, ширина — около 800 м, глубина варируется от средних показателей в 30 м. до максимума в 96 м.

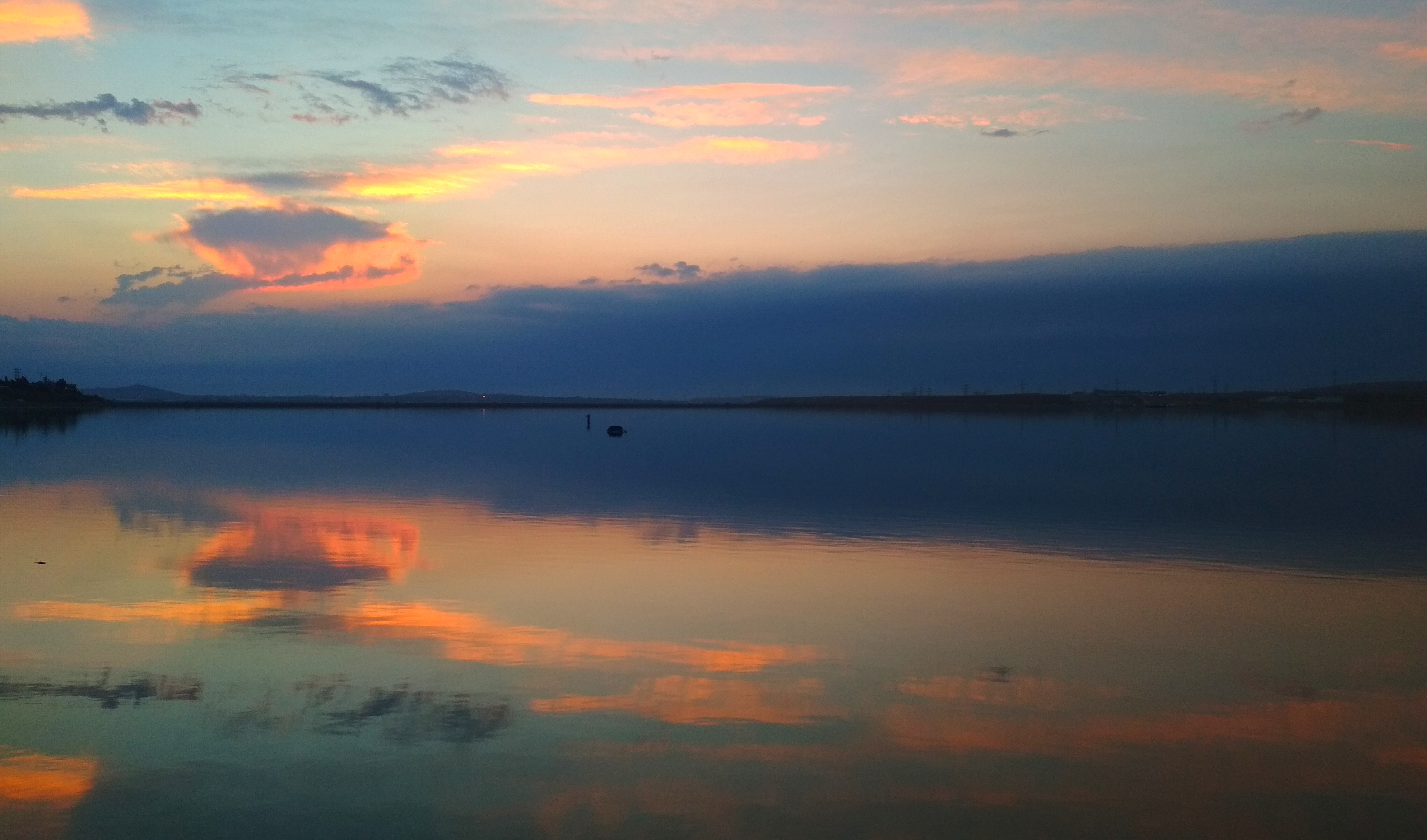
Бёюк-Шор

### Бёюк-Шор
Озеро Бёюк-Шор расположено на территории Бинагадинского, Сабучинского и Наримановского районов города Баку. Данное озеро является одним из самых загрязненных озёр мира, т.к в него выбрасывались хозяйственно-бытовые и промышленные воды.

### Бёюк-Алагёль
Пресноводное озеро Бёюк-Алагёль находится на Карабахском вулканическом нагорье на высоте 2729 м. Является крупнейшим озером ледникового происхождения в Азербайджане.